# 亚玛大厦
亚玛大厦，是阿联酋迪拜的一座摩天大樓，高335公尺、75層樓，於2017年動工、2021年完工，為迪拜第18高樓。